# Ricardo Cámara Sobral
Ricardo Cámara Sobral, meglio noto come Cacau (Ceará-Mirim, 16 settembre 1971), è un allenatore di calcio a 5 ed ex giocatore di calcio a 5 brasiliano.

## Biografia
Anche il fratello Sérgio, di quattro anni più giovane, è stato un calcettista professionista.

## Carriera
Al termine di una buona carriera da giocatore, impreziosita da alcune partite disputate con la Nazionale maschile di calcio a 5 del Brasile, Cacau diventa allenatore, guidando il Qairat Almaty alla vittoria della Coppa UEFA 2015 e la Nazionale maschile di calcio a 5 del Kazakistan a un sorprendente terzo posto nel campionato europeo 2016. Durante l'Europeo 2018 annuncia in diretta la sua intenzione di lasciare il Kazakistan a fine stagione, dimettendosi da entrambe le cariche.

## Palmarès
- Coppa UEFA: 2
Qairat: 2012-13, 2014-15